# Pira Paraná
Pira Paraná je rijeka u Kolumbiji, u departmanu Vaupés. Pritoka je rijeke Apaporís i pripada porječju rijeke Amazone.